# Attenzione all'estinzione
Attenzione all'estinzione è un EP del gruppo calabrese Il Parto delle Nuvole Pesanti uscito nel 2002.
L'EP, concepito in occasione dell'evento ecologico Ambientiadi, contiene quattro canzoni tratte dall'album Alisifare (Pergamo, Sahara consilina, Giga, La mia terra è il cielo), una canzone tratta dall'album Pristafòra (Alisifare), più l'inedito Attenzione all'estinzione, che sarà successivamente incluso nell'album Il parto.

## Tracce
1. Attenzione all'estinzione – 4:31
2. Pergamo – 4:25
3. Sahara consilina – 4:39
4. Giga – 3:07
5. La mia terra è il cielo – 3:20
6. Alisifare – 3:51

## Formazione
La stessa degli album Alisifare e Pristafòra.
- Peppe Voltarelli - basso, voce
- Salvatore De Siena - tamburello, chitarra, cori
- Franco Catalano - batteria
- Fabio Bonvicini - organetto, flauto, cori
- Carlo Di Lorenzo - chitarra elettrica, cori
- Davide Peri - sax soprano
- Marco Rausa - cori, marranzano
- Roby Romagnoli - percussioni
- Giorgio Simbola - trombone, bombardino, banjo, cori
- Amerigo Sirianni - mandolino
- Giovanni Tufano - chitarra classica, percussioni

Altri musicisti
- Gregor Marini - chitarra classica
- Piergiorgio Trailo - violino
- Antonietta Di Pietro - voce
- Pino Urso - voce